# Giorgio Lamberti
Giorgio Lamberti (Brescia, 28 januari 1969) is een voormalig topzwemmer uit Italië, die drie gouden medailles won bij de Europese kampioenschappen langebaan (50 meter) in Bonn (1989): op de 100, de 200 en de 4x200 meter vrije slag.
Zijn winnende tijd  op de individuele 200 vrij (1.46,69) was goed voor een verbetering van het toenmalige wereldrecord. Lamberti's mondiale toptijd 'stond' tien jaar, totdat Grant Hackett het verbrak in 1999. In 1991, bij de wereldkampioenschappen in Perth, won Lamberti opnieuw de 200 meter vrije slag. Op de 100 vrij moest hij genoegen nemen met de bronzen plak. Hij deed tweemaal mee aan de Olympische Spelen, in 1988 en 1992, zij het zonder succes.
Lamberti was lid van Club Leonessa Nuoto uit zijn geboorteplaats Brescia, en werd achtereenvolgens getraind door Pietro Santi en Alberto Castagnetti. Na de Olympische Spelen van Barcelona nam hij afscheid van de topsport. Hij was gedurende zijn carrière in het bezit van vier wereldrecords, waarvan één op de langebaan (200 vrij) en drie op de kortebaan. In 2004 werd hij opgenomen in The International Swimming Hall of Fame.